# Henryk Sugier
Henryk Sugier (ur. 17 maja 1923 w Ułężu Górnym, zm. 25 marca 2004 w Łodzi) – polski chemik, profesor Politechniki Łódzkiej. W latach 1946–1952 studiował na Wydziale Matematyczno-Fizyczno-Chemicznym Uniwersytetu Łódzkiego. W 1951 roku podjął pracę na Wydziale Chemicznym Politechniki Łódzkiej, gdzie pracował pod kierunkiem prof. Alicji Dorabialskiej, uczennicy Marii Skłodowskiej-Curie. W roku 1961 uzyskał stopień naukowy doktora nauk chemicznych, a w 1967 roku stopień doktora habilitowanego. Tytuł profesora nadzwyczajnego nauk chemicznych uzyskał w 1978 roku, a stanowisko profesora zwyczajnego objął w 1991 roku. W latach 1963–64 odbył staż naukowy na Uniwersytecie Leeds w Anglii.
Był jednym z pierwszych pracowników i przez wiele lat kierował powstałym w 1962 r. laboratorium chemii radiacyjnej ciała stałego w Instytucie Techniki Radiacyjnej PŁ, którego był wicedyrektorem w latach 1970–73. Był kierownikiem studium doktoranckiego na Wydziale Chemicznym PŁ w latach 1973–75. Od 1975 roku związał się z Instytutem Podstaw Chemii Żywności na Wydziale Chemii Spożywczej PŁ, gdzie pełnił funkcję zastępcy dyrektora ds. naukowych w latach 1976–86 oraz kierował utworzonym przez siebie Zespołem Chemii Fizycznej i Koloidów, aż do odejścia na emeryturę w 1993.
Głównym obszarem jego zainteresowań była chemia i fizyka radiacyjna ciał stałych i zjawisk zachodzących na ich powierzchni. Po związaniu się z Wydziałem Chemii Spożywczej Politechniki Łódzkiej rozszerzył swoje zainteresowania na immobilizację enzymów oraz biosensory w szczególności elektrody i termistory enzymatyczne.
W swoim dorobku posiada 77 publikacji, dwie monografie, cztery skrypty oraz dwa patenty. Wypromował 7 doktorów, z których dwóch uzyskało habilitację i tytuł naukowy profesora. Wielokrotnie zabierał głos na tematy trudne i kontrowersyjne, głosił poglądy często niepopularne. 
Odznaczony Krzyżem Kawalerskim Orderu Odrodzenia Polski. Pochowany na cmentarzu Kościoła Zielonoświątkowego w Łodzi przy. ul. Smutnej 12 (kwatera F, rząd IV, grób 9 - nr ks. 168/2004).